# Korinek László

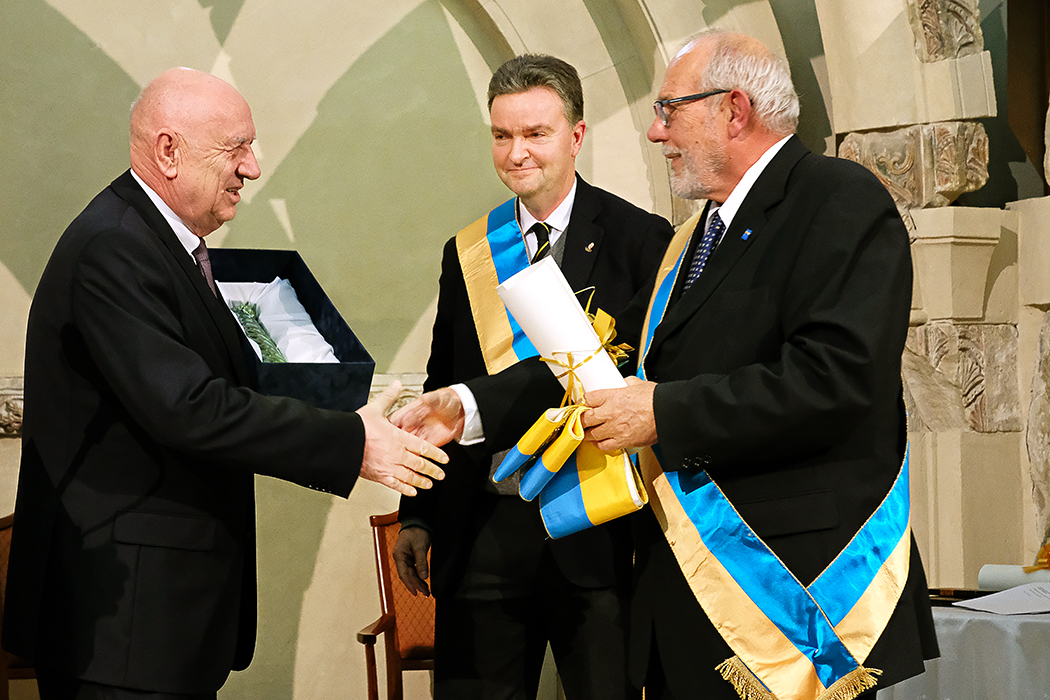
Korinek László (balra) átveszi a Tüke-díjat 2019-ben

Korinek László (Ács, 1946. május 25. –) Széchenyi-díjas magyar jogász, kriminológus, egyetemi tanár, a Magyar Tudományos Akadémia rendes tagja. A viktimológia és a rendészettudomány neves kutatója.

## Életpályája
Édesapja, Korinek Dezső asztalosmester, édesanyja, Laboda Ida varrónő volt. 1964-ben érettségizett a komáromi Jókai Gimnáziumban. Sorkatonai szolgálatának letöltése után 1966-ban kezdte meg tanulmányait a Janus Pannonius Tudományegyetem Jogtudományi Karán, ahol 1971-ben szerzett jogi doktorátust.
Diplomájának megszerzése után a pécsi egyetemen kezdett el dolgozni (gyakornok, majd tanársegéd, adjunktus és docens). Eközben két évig Ausztriában és az NSZK-ban volt vendégkutató. 1996-ban habilitált, majd megkapta egyetemi tanári kinevezését. 1997 és 2000 között a Pázmány Péter Katolikus Egyetem kriminológia tanszékének vezetője is volt. 2003-ban nevezték ki a Pécsi Tudományegyetem kriminológiai és büntetés-végrehajtásjogi tanszék vezetőjévé.
1984-ben védte meg állam- és jogtudományok kandidátusi értekezését, 1998-ban pedig megszerezte az MTA doktora címet. Az MTA Kriminológiai, illetve a Rendészeti Bizottságnak lett tagja. 2007-ben választották meg a Magyar Tudományos Akadémia levelező, 2013-ban rendes tagjává. Az MTA IX. Gazdaság- és Jogtudományok Osztálya elnökhelyettesének választották meg. A Magyar Kriminológiai Társaság alelnökévé, illetve a Magyar Rendészettudományi Társaság elnökévé is megválasztották.
1990-ben a Belügyminisztérium rendészeti helyettes államtitkárává nevezték ki, majd 1991 és 1993 között a Rendészeti Hivatal elnöki tisztét töltötte be. 1993-ban a Belügyminisztérium főigazgatója, illetve a Belügyi Szemle című szakfolyóirat főszerkesztője lett. 1990 és 1998 között a Magyar Kolping Szövetség világi elnöke volt. 1996-ban Németország tiszteletbeli pécsi konzuljává avatták.
Kutatási területe a kriminológia empirikus módszerei, a viktimológia és a rendészettudomány.
Értékes régészeti gyűjteményét 2010-ben a Magyar Nemzeti Múzeumnak adományozta, s ezért neve felvésésre került a múzeum "kiemelkedő adományozóinak" emléktáblájára.
2011-ben elindította a Magyarok kenyere programot, melyhez a búzát az egész Kárpát-medencéből ajánlják fel, és a program bevételeiből rászorulókat támogatnak, ezáltal kifejezve a magyar nemzet egységét.

## Családja
Nős, házasságaiból két fiú- és egy leánygyermek született. Lánya, Korinek Beáta a PTE ÁJK polgári jogi tanszékének oktatója.

## Díjai, elismerései
- Beccaria-díj (1990)
- A Magyar Köztársasági Érdemrend tisztikeresztje (1996)
- Fényes Elek-díj (2002)
- A Magyar Köztársasági Érdemrend középkeresztje (2003)
- Vámbéry Rusztem-díj (2004)
- Simon Wiesenthal-díj (2011)
- A Magyar Érdemrend középkeresztje a csillaggal (2015)
- Deák Ferenc-díj (2016)
- Tüke-díj (2019)
- Széchenyi-díj (2024)

## Főbb publikációi
- Rejtett bűnözés (1988)
- Félelem a bűnözéstől (1995)
- Kolpinggal egy jobb Európába (1996)
- Irányzatok a kriminológiai gondolkodás fejlődésében (2005)
- Bűnözési elméletek; Duna Palota, Bp., 2006
- Kriminológia – Szakkriminológia (egyetemi tankönyv, szerk., 2006)
- Évtizedek a kriminológiában. Szabó Dénes 80 éves; szerk. Finszter Géza, Korinek László; Magyar Kriminológiai Társaság, Bp., 2009
- A börtön kultúrája – kultúra a börtönben. Nemzetközi tudományos konferencia, 2010. október 28-29., Pécs; szerk. Korinek László, Kőhalmi László; Pécsi Tudományegyetem Állam- és Jogtudományi Kar, Pécs, 2010
- Kriminológia, 1-2.; Magyar Közlöny Lap- és Könyvkiadó, Bp., 2010
- Tendenciák korunk bűnözésében, bűnüldözésében; MTA, Bp., 2013 (Székfoglalók a Magyar Tudományos Akadémián)
- Út a statisztikától a rendészet elméletéig; MTA, Bp., 2013 (Székfoglalók a Magyar Tudományos Akadémián)
- Értekezések a rendészetről; szerk. Korinek László; Nemzeti Közszolgálati Egyetem Rendészettudományi Kar, Bp., 2014
- Egy jobb világot hátrahagyni... Tanulmányok Korinek László professzor tiszteletére; szerk. Finszter Géza, Kőhalmi László, Végh Zsuzsanna; Pécsi Tudományegyetem Állam- és Jogtudományi Kar, Pécs, 2016
- Roll Margit (2018)
- Paradoxonok a kriminológiában (ORAC, 2023)